# ヴァージニア・ラッペ
ヴァージニア・ラッペ（Virginia Rappe, 1891年7月7日 - 1921年9月9日）は、アメリカ合衆国のサイレント映画時代に活動した女優。ニューヨーク州ニューヨーク出身。
当初、伝えられたところによると喜劇役者のロスコー・アーバックルによって強姦された挙句、膀胱破裂に起因する腹膜炎により死亡したとされる。しかしながら、複数の目撃者による情報が矛盾するなど、真実は明らかになっていない。アーバックルは起訴されたものの、無罪になった。「ラップ」と表記されることが多いが、正しくはラペイ/rəˈpeɪ/である。

## 経歴
14歳の時、シカゴでモデルとして活動を始めたが、1916年に映画進出のためにロサンゼルスへ移った。1917年の春には女優として働くようになり、1919年には映画監督のヘンリー・レアマンと恋愛関係に発展した。レアマンの作品には4本出演した。
1921年9月5日、サンフランシスコの高級ホテルにおいてロスコー・アーバックルが主催するパーティに招待され参加したときに事件は起こった。前述の通り、当初、伝えられたところによると、アーバックルの性的暴行によって彼女の身体に何らかの症状が生じたとされる。そして9月9日、膀胱破裂に起因する腹膜炎で死亡した（享年30）。パーティには約40人が参加していたが、同時に警察の聴取に対して多くの矛盾が生じた。その理由は禁酒法の時代であったがパーティー参加者全員がアルコールを摂取し過ぎて泥酔していたこともあり、当時の状況を誰もが正確に覚えていなかった為である。
メディアは瞬く間に事件を大きく取り上げ、映画業界の醜聞として大きく報じることになった。当時の噂では、アーバックルにコーラの瓶を局部に挿入されたというものや、事件以前から男性との関係を多く重ねていた彼女の度重なる妊娠中絶や淋病などによる合併症を原因にするものもあった。
アーバックルは起訴されたが、その後の公判によって無罪を勝ち得ている。しかし禁酒法時代に大量のアルコールとドラッグを用いた乱交パーティーを開催し、高級ホテルのスイートルームを派手に破壊したり、最終的にはヴァージニアが死亡したのに、アーバックル本人は自責の念が全く見られなかった態度もあり、当時人気絶頂だった彼は世間から憎悪の対象になり人気は完全に消え去ってしまい、表舞台に復帰することはなかった。現在でも「映画界の汚点」という見方や、逆に「映画界の被害者（過小評価されている）」という見方が乱立している。事件においても長く検証がなされてきたが、やはり真相解明には至っていない。